# Nico Davis
Nico Davis (22 de octubre de 1971) es un deportista sueco que compitió en taekwondo. Ganó una medalla de bronce en el Campeonato Mundial de Taekwondo de 1995 y una medalla de oro en el Campeonato Europeo de Taekwondo de 1996.

## Palmarés internacional
| Campeonato Mundial | Campeonato Mundial   | Campeonato Mundial | Campeonato Mundial |
| Año                | Lugar                | Medalla            | Categoría          |
| ------------------ | -------------------- | ------------------ | ------------------ |
| 1995               | Manila (Filipinas)   | Medalla de bronce  | –76 kg             |
| Campeonato Europeo |                      |                    |                    |
| Año                | Lugar                | Medalla            | Categoría          |
| 1996               | Helsinki (Finlandia) | Medalla de oro     | –76 kg             |